# Quinemurus cinereus
Quinemurus cinereus är en insektsart som beskrevs av Douglas E. Kimmins 1943. Quinemurus cinereus ingår i släktet Quinemurus och familjen myrlejonsländor. Inga underarter finns listade i Catalogue of Life.